# 1370
Il 1370 (MCCCLXX in numeri romani) è un anno  del XIV secolo.

## Eventi
- Simone da Borsano (1310 - Nizza, 1381) diventa Arcivescovo di Milano.
- Prima fondazione, a Forlì, dell'Accademia dei Filergiti.
- 17 febbraio - Battaglia di Rudau: Durante la Crociata lituana ha luogo una battaglia campale tra i cavalieri teutonici e il Granducato di Lituania.
- 24 maggio - Viene siglato il Trattato di Stralsund fra la Lega anseatica ed il Regno di Danimarca.

## Nati
- 2 gennaio - Pandolfo III Malatesta, condottiero italiano († 1427)
- 1º febbraio - Leonardo Bruni, politico, scrittore e umanista italiano († 1444)
- 28 marzo - Cabrino Fondulo, condottiero italiano († 1425)
- 22 giugno - Giovanni di Görlitz, nobile ceco († 1396)
- 23 luglio - Pier Paolo Vergerio il vecchio, umanista e pedagogista italiano († 1444)
- 13 ottobre - Alianore Holland, nobile britannica († 1405)
- Muhammad VII di Granada, sultano († 1408)
- Rinaldo degli Albizzi, politico italiano († 1442)
- Andrea da Barberino, scrittore italiano († 1432)
- Jean d'Arces, cardinale e arcivescovo cattolico francese († 1454)
- Guglielmo I d'Asburgo, duca († 1406)
- Prosdocimo de Beldemandis, matematico, astronomo e teorico della musica italiano († 1428)
- Cataldino Boncompagni, giurista italiano († 1435)
- Tomaso Fregoso, doge († 1453)
- Johannes Ciconia, compositore fiammingo († 1412)
- Devlet Hatun, ottomana († 1422)
- Maria Fadrique, nobildonna spagnola († 1394)
- Gattamelata, condottiero italiano († 1443)
- Giacomo II di Borbone-La Marche, sovrano francese († 1438)
- Giovanna di Navarra, regina († 1437)
- Giovanni VII Paleologo, imperatore bizantino († 1408)
- Lope González de Costes, teologo e presbitero spagnolo († 1433)
- Barnaba Guano, doge († 1454)
- Geminiano Inghirami, religioso e umanista italiano († 1460)
- Margherita Lambertenghi, religiosa italiana
- Lucia da Valcaldara, religiosa italiana († 1430)
- Malatesta IV Malatesta, politico e condottiero italiano († 1429)
- Margherita Malatesta, nobile italiana († 1399)
- Maud Francis, contessa inglese († 1424)
- Olaf IV di Norvegia, re († 1387)
- Hermann Poll, medico, astrologo e cembalaro austriaco († 1401)
- Dirc Potter, poeta olandese († 1428)
- Michael Küchmeister von Sternberg, nobile tedesco († 1423)
- Johannes Tapissier, compositore e cantore francese († 1410)
- Angelo Tartaglia, nobile e condottiero italiano († 1421)
- Zaccaria Trevisan, politico, diplomatico e umanista italiano († 1414)
- Gianmastino Visconti, nobile († 1405)
- Gilabert de Próixita, trovatore e poeta spagnolo († 1405)
- Francesco II della Ratta, nobile italiano († 1399)

## Morti
- 15 febbraio - Jean Le Bel, storico fiammingo
- 17 febbraio - Henning Schindekopf
- 23 maggio - Toghon Temür, imperatore mongolo (n. 1320)
- 31 maggio - Vitale d'Assisi, monaco cristiano italiano (n. 1295)
- 8 ottobre - Gherardo Rangoni, politico e condottiero italiano
- 9 ottobre - Heinrich von Herford, storico tedesco (n. 1300)
- 15 ottobre - Tello di Castiglia, nobile spagnolo (n. 1337)
- 5 novembre - Casimiro III di Polonia, re polacco (n. 1310)
- 6 dicembre - Rodolfo II di Sassonia-Wittenberg, duca (n. 1307)
- 19 dicembre - Papa Urbano V, papa, abate e beato francese (n. 1310)
- Amir Husayn, emiro turco
- Arnoul d'Audrehem, militare francese
- Imperatrice Gi, imperatrice coreana (n. 1315)
- Giovanni di Ginevra, nobile
- Guariento di Arpo, pittore italiano (n. 1310)
- Gāo Míng, drammaturgo cinese
- Bianca d'Aragona, principessa (n. 1342)
- Paolo di Tebe, patriarca cattolico italiano
- Guglielmo II Pusterla, arcivescovo cattolico italiano
- Donato Velluti, politico italiano (n. 1313)
- Ubayde Zākāni, poeta persiano
- Nicola d'Arborea, nobile italiano (n. 1322)
- Tommaso del Garbo, medico italiano

## Calendario
| Calendario 1370 | Calendario 1370 | Calendario 1370 | Calendario 1370 | Calendario 1370 | Calendario 1370 | Calendario 1370 | Calendario 1370 | Calendario 1370 | Calendario 1370 | Calendario 1370 | Calendario 1370 | Calendario 1370 | Calendario 1370 | Calendario 1370 | Calendario 1370 | Calendario 1370 | Calendario 1370 | Calendario 1370 | Calendario 1370 | Calendario 1370 | Calendario 1370 | Calendario 1370 | Calendario 1370 | Calendario 1370 | Calendario 1370 | Calendario 1370 | Calendario 1370 | Calendario 1370 | Calendario 1370 | Calendario 1370 | Calendario 1370 | Calendario 1370 |
| --------------- | --------------- | --------------- | --------------- | --------------- | --------------- | --------------- | --------------- | --------------- | --------------- | --------------- | --------------- | --------------- | --------------- | --------------- | --------------- | --------------- | --------------- | --------------- | --------------- | --------------- | --------------- | --------------- | --------------- | --------------- | --------------- | --------------- | --------------- | --------------- | --------------- | --------------- | --------------- | --------------- |
|                 | 1               | 2               | 3               | 4               | 5               | 6               | 7               | 8               | 9               | 10              | 11              | 12              | 13              | 14              | 15              | 16              | 17              | 18              | 19              | 20              | 21              | 22              | 23              | 24              | 25              | 26              | 27              | 28              | 29              | 30              | 31              |                 |
| Gennaio         | Ma              | Me              | Gi              | Ve              | Sa              | Do              | Lu              | Ma              | Me              | Gi              | Ve              | Sa              | Do              | Lu              | Ma              | Me              | Gi              | Ve              | Sa              | Do              | Lu              | Ma              | Me              | Gi              | Ve              | Sa              | Do              | Lu              | Ma              | Me              | Gi              |                 |
| Febbraio        | Ve              | Sa              | Do              | Lu              | Ma              | Me              | Gi              | Ve              | Sa              | Do              | Lu              | Ma              | Me              | Gi              | Ve              | Sa              | Do              | Lu              | Ma              | Me              | Gi              | Ve              | Sa              | Do              | Lu              | Ma              | Me              | Gi              |                 |                 |                 |                 |
| Marzo           | Ve              | Sa              | Do              | Lu              | Ma              | Me              | Gi              | Ve              | Sa              | Do              | Lu              | Ma              | Me              | Gi              | Ve              | Sa              | Do              | Lu              | Ma              | Me              | Gi              | Ve              | Sa              | Do              | Lu              | Ma              | Me              | Gi              | Ve              | Sa              | Do              |                 |
| Aprile          | Lu              | Ma              | Me              | Gi              | Ve              | Sa              | Do              | Lu              | Ma              | Me              | Gi              | Ve              | Sa              | Do              | Lu              | Ma              | Me              | Gi              | Ve              | Sa              | Do              | Lu              | Ma              | Me              | Gi              | Ve              | Sa              | Do              | Lu              | Ma              |                 |                 |
| Maggio          | Me              | Gi              | Ve              | Sa              | Do              | Lu              | Ma              | Me              | Gi              | Ve              | Sa              | Do              | Lu              | Ma              | Me              | Gi              | Ve              | Sa              | Do              | Lu              | Ma              | Me              | Gi              | Ve              | Sa              | Do              | Lu              | Ma              | Me              | Gi              | Ve              |                 |
| Giugno          | Sa              | Do              | Lu              | Ma              | Me              | Gi              | Ve              | Sa              | Do              | Lu              | Ma              | Me              | Gi              | Ve              | Sa              | Do              | Lu              | Ma              | Me              | Gi              | Ve              | Sa              | Do              | Lu              | Ma              | Me              | Gi              | Ve              | Sa              | Do              |                 |                 |
| Luglio          | Lu              | Ma              | Me              | Gi              | Ve              | Sa              | Do              | Lu              | Ma              | Me              | Gi              | Ve              | Sa              | Do              | Lu              | Ma              | Me              | Gi              | Ve              | Sa              | Do              | Lu              | Ma              | Me              | Gi              | Ve              | Sa              | Do              | Lu              | Ma              | Me              |                 |
| Agosto          | Gi              | Ve              | Sa              | Do              | Lu              | Ma              | Me              | Gi              | Ve              | Sa              | Do              | Lu              | Ma              | Me              | Gi              | Ve              | Sa              | Do              | Lu              | Ma              | Me              | Gi              | Ve              | Sa              | Do              | Lu              | Ma              | Me              | Gi              | Ve              | Sa              |                 |
| Settembre       | Do              | Lu              | Ma              | Me              | Gi              | Ve              | Sa              | Do              | Lu              | Ma              | Me              | Gi              | Ve              | Sa              | Do              | Lu              | Ma              | Me              | Gi              | Ve              | Sa              | Do              | Lu              | Ma              | Me              | Gi              | Ve              | Sa              | Do              | Lu              |                 |                 |
| Ottobre         | Ma              | Me              | Gi              | Ve              | Sa              | Do              | Lu              | Ma              | Me              | Gi              | Ve              | Sa              | Do              | Lu              | Ma              | Me              | Gi              | Ve              | Sa              | Do              | Lu              | Ma              | Me              | Gi              | Ve              | Sa              | Do              | Lu              | Ma              | Me              | Gi              |                 |
| Novembre        | Ve              | Sa              | Do              | Lu              | Ma              | Me              | Gi              | Ve              | Sa              | Do              | Lu              | Ma              | Me              | Gi              | Ve              | Sa              | Do              | Lu              | Ma              | Me              | Gi              | Ve              | Sa              | Do              | Lu              | Ma              | Me              | Gi              | Ve              | Sa              |                 |                 |
| Dicembre        | Do              | Lu              | Ma              | Me              | Gi              | Ve              | Sa              | Do              | Lu              | Ma              | Me              | Gi              | Ve              | Sa              | Do              | Lu              | Ma              | Me              | Gi              | Ve              | Sa              | Do              | Lu              | Ma              | Me              | Gi              | Ve              | Sa              | Do              | Lu              | Ma              |                 |